# Malajzia az 1988. évi nyári olimpiai játékokon
Malajzia a dél-koreai Szöulban megrendezett 1988. évi nyári olimpiai játékok egyik részt vevő nemzete volt. Az országot az olimpián 5 sportágban 9 sportoló képviselte, akik érmet nem szereztek.

## Asztalitenisz
Női
| Versenyző                   | Versenyszám | Csoportkör | Csoportkör | Nyolcaddöntő      | Negyeddöntő       | Elődöntő          | Döntő             | Helyezés |
| Versenyző                   | Versenyszám | Ellenfél Eredmény | Hely.      | Ellenfél Eredmény | Ellenfél Eredmény | Ellenfél Eredmény | Ellenfél Eredmény | Helyezés |
| --------------------------- | ----------- | --- | ---------- | ----------------- | ----------------- | ----------------- | ----------------- | -------- |
| Lau Wai Cheng               | Egyes       | D csoport · Mók Khá-szá (Mok Ka Sha) (HKG) · 0:3 · Isida Kijomi (JPN) · 0:3 · Kerri Tepper (AUS) · 0:3 · Patricia Offel (GHA) · 3:1 · Li Huj-fen (Li Huifen) (CHN) · 0:3 | 5.         | kiesett           | kiesett           | kiesett           | kiesett           | 33.      |
| Leong Mee Wan               | Egyes       | F csoport · Marie Hrachová (TCH) · 0:3 · Csang Hsziu-jü (Chang Hsiu-Yu) (TPE) · 0:3 · Karina Bogaerts (BEL) · 0:3 · Niyati Roy-Shah (IND) · 3:0 · Flyura Bulatova (URS) · 0:3 | 5.         | kiesett           | kiesett           | kiesett           | kiesett           | 33.      |
| Lau Wai Cheng Leong Mee Wan | Páros       | B csoport · Csehszlovákia (TCH) · Marie Hrachová · Renata Kasalová · 0:2 · Hollandia (NED) · Bettine Vriesekoop · Mirjam Hooman-Kloppenburg · 0:2 · Japán (JPN) · Isida Kijomi · Hosino Mika · 0:2 · NSZK (FRG) · Katja Nolten · Olga Nemes · 0:2 · Egyesült Államok (USA) · Diana Gee · Insook Bhushan · 0:2 · Kína (CHN) · Csen Csing (Chen Jing) · Csiao Cse-min (Jiao Zhimin) · 0:2 | 7.         |                   | kiesett           | kiesett           | kiesett           | 13.      |

## Atlétika
Férfi
| Versenyző           | Versenyszám | Előfutam | Előfutam | Előfutam | Negyeddöntő | Negyeddöntő | Negyeddöntő | Elődöntő | Elődöntő | Elődöntő | Döntő   | Döntő    |
| Versenyző           | Versenyszám | Idő      | Hely.    | Össz.    | Idő         | Hely.       | Össz.       | Idő      | Hely.    | Össz.    | Idő     | Helyezés |
| ------------------- | ----------- | -------- | -------- | -------- | ----------- | ----------- | ----------- | -------- | -------- | -------- | ------- | -------- |
| Nordin Mohamed Jadi | 400 m       | 49,52    | 6.       | 64.      | kiesett     | kiesett     | kiesett     | kiesett  | kiesett  | kiesett  | kiesett | kiesett  |

Női
| Versenyző                 | Versenyszám | Előfutam | Előfutam | Előfutam | Negyeddöntő | Negyeddöntő | Negyeddöntő | Elődöntő | Elődöntő | Elődöntő | Döntő   | Döntő    |
| Versenyző                 | Versenyszám | Idő      | Hely.    | Össz.    | Idő         | Hely.       | Össz.       | Idő      | Hely.    | Össz.    | Idő     | Helyezés |
| ------------------------- | ----------- | -------- | -------- | -------- | ----------- | ----------- | ----------- | -------- | -------- | -------- | ------- | -------- |
| Josephine Mary Singarayar | 400 m       | 56,06    | 6.       | 39.      | kiesett     | kiesett     | kiesett     | kiesett  | kiesett  | kiesett  | kiesett | kiesett  |

## Kerékpározás

### Országúti kerékpározás
Férfi
| Versenyző           | Versenyszám   | Idő             | Helyezés |
| ------------------- | ------------- | --------------- | -------- |
| Murugayan Kumaresan | Mezőnyverseny | 4:35:45 (+3:23) | 92.      |

### Pálya-kerékpározás
Sprintversenyek
| Versenyző   | Versenyszám  | Selejtező | Selejtező | 1. forduló                                                      | 1. forduló | Vigaszág                                                               | Vigaszág | 2. forduló             | 2. forduló | Vigaszág             | Vigaszág | Negyeddöntő          | 5–8. helyért           | 5–8. helyért | Elődöntő             | Döntő                | Helyezés |
| Versenyző   | Versenyszám  | Idő       | Hely.     | Ellenfelek Győztes idő                                          | Hely.      | Ellenfelek Győztes idő                                                 | Hely.    | Ellenfelek Győztes idő | Hely.      | Ellenfél Győztes idő | Hely.    | Ellenfél Győztes idő | Ellenfelek Győztes idő | Hely.        | Ellenfél Győztes idő | Ellenfél Győztes idő | Helyezés |
| ----------- | ------------ | --------- | --------- | --------------------------------------------------------------- | ---------- | ---------------------------------------------------------------------- | -------- | ---------------------- | ---------- | -------------------- | -------- | -------------------- | ---------------------- | ------------ | -------------------- | -------------------- | -------- |
| Rosman Alwi | Férfi egyéni | 11,204    | 16.       | Lutz Heßlich (GDR) · Om Jongszop (Eom Yeong-Seop) (KOR) · 11,25 | 3.         | Curt Harnett (CAN) · Ken Carpenter (USA) · Vincent Lynch (BAR) · 11,26 | 3.       | kiesett                | kiesett    | kiesett              | kiesett  | kiesett              | kiesett                | kiesett      | kiesett              | kiesett              | kiesett  |

Időfutam
| Név         | Versenyszám  | Idő      | Helyezés |
| ----------- | ------------ | -------- | -------- |
| Rosman Alwi | Férfi egyéni | 1:10,446 | 25.      |

Pontverseny
| Név                 | Versenyszám | Selejtező | Selejtező  | Selejtező | Döntő   | Döntő      | Döntő    |
| Név                 | Versenyszám | Pont      | Körhátrány | Hely.     | Pont    | Körhátrány | Helyezés |
| ------------------- | ----------- | --------- | ---------- | --------- | ------- | ---------- | -------- |
| Murugayan Kumaresan | Férfi       | 1         | -1         | 13.       | kiesett | kiesett    | kiesett  |

## Sportlövészet
Nyílt
| Versenyző  | Versenyszám | Selejtező | Selejtező | Döntő   | Döntő    |
| Versenyző  | Versenyszám | Pont      | Helyezés  | Pont    | Helyezés |
| ---------- | ----------- | --------- | --------- | ------- | -------- |
| Jimmy Chin | Skeet       | 136       | 52.       | kiesett | kiesett  |

## Úszás
Férfi
| Versenyző   | Versenyszám  | Előfutam | Előfutam | Előfutam | Döntő   | Döntő   | Döntő   | Helyezés |
| Versenyző   | Versenyszám  | Idő      | Hely.    | Össz.    | Típus   | Idő     | Hely.   | Helyezés |
| ----------- | ------------ | -------- | -------- | -------- | ------- | ------- | ------- | -------- |
| Jeffrey Ong | 200 m gyors  | 1:58,62  | 8.       | 53.      | kiesett | kiesett | kiesett | kiesett  |
| Jeffrey Ong | 400 m gyors  | 4:04,57  | 5.       | 36.      | kiesett | kiesett | kiesett | kiesett  |
| Jeffrey Ong | 1500 m gyors | 15:53,67 | 6.       | 29.      | kiesett | kiesett | kiesett | kiesett  |

Női
| Versenyző             | Versenyszám | Előfutam | Előfutam | Előfutam | Döntő   | Döntő   | Döntő   | Helyezés |
| Versenyző             | Versenyszám | Idő      | Hely.    | Össz.    | Típus   | Idő     | Hely.   | Helyezés |
| --------------------- | ----------- | -------- | -------- | -------- | ------- | ------- | ------- | -------- |
| Nurul Huda Ch' Su-Lin | 200 m gyors | 2:04,85  | 3.       | 27.      | kiesett | kiesett | kiesett | kiesett  |
| Nurul Huda Ch' Su-Lin | 400 m gyors | 4:19,33  | 2.       | 23.      | kiesett | kiesett | kiesett | kiesett  |
| Nurul Huda Ch' Su-Lin | 800 m gyors | 8:50,84  | 6.       | 19.      | kiesett | kiesett | kiesett | kiesett  |